# Colonia los Encinos Uno
Colonia los Encinos Uno är en ort i Mexiko.   Den ligger i kommunen Morelia och delstaten Michoacán de Ocampo, i den södra delen av landet, 220 km väster om huvudstaden Mexico City. Colonia los Encinos Uno ligger 2 117 meter över havet och antalet invånare är 107.
Terrängen runt Colonia los Encinos Uno är kuperad åt sydost, men åt nordväst är den platt. Runt Colonia los Encinos Uno är det tätbefolkat, med 493 invånare per kvadratkilometer. Närmaste större samhälle är Morelia, 4,7 km norr om Colonia los Encinos Uno. Runt Colonia los Encinos Uno är det i huvudsak tätbebyggt.